# Ребриківська сільська рада
Ребриківська сільська рада — колишній орган місцевого самоврядування у Антрацитівському районі Луганської області з адміністративним центром у с. Ребрикове.

## Загальні відомості
Водоймища на території, підпорядкованій даній раді: річка Велика Кам'янка.

## Населені пункти
Сільській раді підпорядковані населені пункти:
- с. Ребрикове
- с. Вербівка
- с. Картушине
- с. Мечетка

## Склад ради
Рада складається з 16 депутатів та голови.

### Керівний склад ради
| ПІБ                            | Основні відомості                                                                       | Дата обрання | Дата звільнення |
| ------------------------------ | --------------------------------------------------------------------------------------- | ------------ | --------------- |
| Райлянов Анатолій Анатолійович | Сільський голова, 1947 року народження, освіта, член Партії регіонів                    | 26.03.2006   | 31.10.2010      |
| Перченко Сергій Леонідович     | Сільський голова, 1958 року народження, освіта середня спеціальна, член Партії регіонів | 31.10.2010   | 30.10.2013      |

Примітка: таблиця складена за даними джерела